# Trąbczyn (gmina)
Trąbczyn – dawna gmina wiejska istniejąca do 1954 roku w woj. łódzkim i poznańskim. Nazwa gminy pochodzi od wsi Trąbczyn, lecz siedzibą władz gminy była Grabina.
W okresie międzywojennym gmina Trąbczyn należała do (utworzonego w 1919 roku) powiatu słupeckiego w woj. łódzkim. W związku ze zlikwidowaniem powiatu słupeckiego z dniem 1 kwietnia 1932 roku gmina weszła w skład powiatu konińskiego w tymże województwie. 1 kwietnia 1938 roku gminę wraz z całym powiatem konińskim przeniesiono do woj. poznańskiego.
Po wojnie gmina zachowała przynależność administracyjną. Według stanu z dnia 1 lipca 1952 roku gmina składała się z 18 gromad: Adamierz, Bukowe, Huta Łukomska, Imielno, Koszelewska Łąka, Łazińska Kolonia, Łazy, Łomów, Michalinów, Myszakówek, Nowawieś, Osiny, Stanisławów, Szetlewek, Trąbczyn, Trąbczyn B., Trąbczyn D. i Trąbczyn Dworski.
Jednostka została zniesiona 29 września 1954 roku wraz z reformą wprowadzającą gromady w miejsce gmin. Po reaktywowaniu gmin z dniem 1 stycznia 1973 roku gminy Trąbczyn nie przywrócono, a jej dawny obszar wszedł głównie w skład nowej gminy Zagórów w powiecie słupeckim tymże województwie